# Fatena Al-Ghorra
Fatena Al-Ghorra (Gaza, 1974) is een Belgisch-Palestijns dichteres, journaliste en vertaalster.

## Biografie
Fatena Al-Ghorra is een auteur van Palestijnse afkomst. In Palestina was ze een bekende journaliste en media-persoonlijkheid. In 2009 vroeg ze asiel aan in België, waar ze sindsdien woont. In 2016 verwierf ze de Belgische nationaliteit.
Al-Ghorra werkt als freelance journalist, vertaler en dichter. Als journaliste werkte zij een tijdje voor Al Jazeera. Ze is ook een performer en organisator van een poëzieproject onder de naam 'Fatena's poëziesalon' in België en Nederland. Ze nam deel aan internationale festivals en poëzieprojecten over de hele wereld en in 2017 nam ze deel aan de internationale schrijfresidentie aan de Universiteit van Iowa.
Al-Ghorra was in oktober 2023 op familiebezoek in Gaza en kon door de oplaaiende strijd tussen Hamas en Israël niet naar huis terugkeren. Zij werd door verschillende Vlaamse en Nederlandse media geïnterviewd over de situatie in de Gazastrook. Op 14 januari 2024 kwam ze met haar bejaarde ouders terug in Vlaanderen.

## Poëzie
In 2000 debuteerde Al-Ghorra in het Arabisch met haar bundel There is still a sea between us. Sindsdien publiceerde ze vijf dichtbundels. 
Fatena Al-Ghorra schrijft in het Arabisch. Haar werk is vertaald naar het Spaans, Italiaans, Frans en Nederlands. In 2012 won zij de El Hizjra-Literatuurprijs voor Nederlandstalige schrijvers met verschillende achtergronden.
In 2014 verscheen haar eerste in het Nederlands vertaalde dichtbundel: Gods bedrog. Diverse scenario’s, vertaald door Nisrine Mbarki en Kees Nijland, met een voorwoord van Annelies Verbeke. In 2016 won haar boek Tradire il Signore (Nederlands: Gods bedrog) een Italiaanse prijs voor het beste Arabische boek vertaald naar het Italiaans.
Haar vijfde bundel Neem dit lichaam is begin 2019 in het Nederlands uitgebracht door twee uitgeverijen, één in België en de andere in Nederland. Haar werk is opgenomen in een aantal bloemlezingen, waaronder Vijftig jaar Palestijnse dichters.

## Publicaties (selectie)
- There is still a sea between us (2000)
- A Very Troublesome Woman (2003)
- Ellay (2010)
- Gods bedrog. Diverse scenario's (Arabisch origineel 2011 - Nederlandse vertaling 2014)
- Neem dit lichaam - Nederlandse vertaling (2019)
- Uittocht naar Gaza: Brieven aan Lamar vanuit het Al-Quds-ziekenhuis (2024)